# Premio Juan Manuel Gozalo de Radiofonismo Deportivo
El Premio Juan Manuel Gozalo de Radiofonismo Deportivo es un galardón que otorga la Academia de las Artes y las Ciencias Radiofónicas de España. Fue creado en la segunda edición de los premio de la Academia de la Radio (2010) como homenaje al periodista deportivo Juan Manuel Gozalo, fallecido ese mismo año.

## Palmarés
| Año  | Programa                             | Emisora                             |
| ---- | ------------------------------------ | ----------------------------------- |
| 2010 | Tablero Deportivo Carrusel Deportivo | Radio Nacional de España Cadena SER |